# Марянув (гміна Слупія)
Марянув (пол. Marianów) — село в Польщі, у гміні Слупія Скерневицького повіту Лодзинського воєводства.
У 1975-1998 роках село належало до Скерневицького воєводства.